# Michael Albert
Michael Albert, korabeli magyar források szerint Albert Mihály (Apold, 1836. október 21. – Segesvár, 1893. április 21.) szász író, költő, pedagógus.
Teológiát és germanisztikát tanult Jénában, Berlinben és Bécsben. Besztercén és Segesváron volt gimnáziumi tanár. 1878–1892 között a segesvári tanítóképző igazgatója volt. Első novellája 1861-ben jelent meg. Lírai dalokat, elbeszéléseket és történelmi tárgyú színdarabokat írt. A segesvári gimnázium kiadványában két történelmi értekezése jelent meg. Életrajzát Adolf Schullerus írta meg 1898-ban.

## Művei
- Die Flandrer am Alt, történelmi dráma öt felvonásban, Lipcse, 1883
- Harteneck, szomorújáték öt felvonásban, Hermannstadt (Nagyszeben), 1886
- Altes und Neues/ Gesammelte siebenbürgisch-sächsische Erzählungen Carl Graeser, Wien / W. Krafft, Hermannstadt. 1890
- Ulrich von Hutten, Hermannstadt, 1893
- Gedichte, Druck und Verlag von W. Kraft, Hermannstadt. 1893
- Angelina, oder die Türken vor Schäßburg című háromfelvonásos énekes játékát 1887 novemberében mutatták be